# Xã Rock Dell, Quận Olmsted, Minnesota
Xã Rock Dell (tiếng Anh: Rock Dell Township) là một xã thuộc quận Olmsted, tiểu bang Minnesota, Hoa Kỳ. Năm 2010, dân số của xã này là 647 người.